# Мішель Кіссі
Мішель Кіссі (араб. قصي ميشيل; уродж. Мухаммед Кіссі; 12 вересня 1962) — мароккансько-американський актор, відомий за роль Тонг По у фільмі 1989 р. про бойові мистецтва Кікбоксер.

## Біографія
Кіссі народився 12 вересня 1962 року в Уджді, Марокко і переїхав в Брюссель, Бельгія, у дитинстві. Він почав навчання в боксі у віці семи років і став аматорським чемпіоном у своїй ваговій категорії в 17, продовжував вивчати шотокан карате, муай-тай і кікбоксинг. Подружився з Жаном-Клодом Ван Даммом в ранньому віці, тому вони разом росли з тією ж любов'ю до бойовиків і навчання бойовим мистецтвам.
У 1982 р. Кіссі та Ван Дамм переїхали до Сполучених Штатів в надії стати зірками бойовиків. Обидва були обрані як статисти у фільмі 1984 р. Брейк-данс. Після інтерв'ю з Менахем Голеном з Cannon Pictures вони знялися в успішному фільмі Кривавий спорт. У 1989 р. Кіссі та Ван Дамм спільно знову обрали ролі для фільму Кікбоксер, в якому Ван Дамм був героєм ще раз, а Кіссі — головним лиходієм, Тонг По. У 1990 р. з'явився фільм Самоволка, в якому брат Кіссі, Абдель, грав лиходія. Це мало бути останнім фільмом Ван Дамма і Кіссі, але пізніше він знову зіграв роль Тонг По в Кікбоксері 2.

## Фільмографія
| Рік  | Фільм                     | Роль          | Примітки      |
| ---- | ------------------------- | ------------- | ------------- |
| 1984 | Брейк-данс                |               |               |
| 1987 | Кривавий спорт            | Суан Паредес  |               |
| 1989 | Кікбоксер                 | Тонг По       |               |
| 1990 | Самоволка                 | Мустафа       |               |
| 1991 | Кікбоксер 2: Дорога назад | Тонг По       |               |
| 1991 | Кривава змова             | Деві О'Брайен |               |
| 1993 | До смерті                 | Денард        |               |
| 1993 | Жінка-термінатор          | Алекс Гетелей | Також режисер |
| 1996 | Квест                     | Хан           |               |
| 2001 | Естремальна сила          | Конг Лі       | Також режисер |
| 2012 | Фолклендська людина       | Дефуго        |               |
| 2013 | Пакт                      |               |               |